# Secret to the End
Secret to the End este o piesă a formației britanice Depeche Mode. Piesa a apărut pe albumul Delta Machine, în 2013.